# حارس محمد
حارس محمد (و. 1377 هـ / 1958م) هو لاعب المنتخب العراقي لكرة القدم سابقاً، ولد في مدينة الموصل شمال العراق، شارك مع المنتخب العراقي في بطولة كأس العالم 1986م، لعب لأندية الموصل والرشيد العراقيين، يعمل حاليا محللا لقناة الجزيرة الرياضية في قطر. بعد إثبات وجوده في كأس العالم 1986م في المكسيك أصبح محط أنظار أشهر الأندية العالمية وتلقى عروضا للاحتراف في أندية الأرسنال الإنجليزي وبانكو البرازيلي ولكن لعدم السماح لأي لاعب بالاحتراف آنذاك من قبل الحكومة العرقية حال دون انضمامه لأي من هذه الأندية حصل على لقب هداف بطولة كأس شباب آسيا عام 1978 وهداف بطولة الأندية العربية في الرياض عام 1987م شكل ثنائيا قويا مع النجم الكبير أحمد راضي فصنع له الكثير من الأهداف الجميلة. اعتزل اللعب عام 1992م.

## روابط خارجية
- حارس محمد على موقع الاتحاد الدولي (مؤرشف)  (الإنجليزية)
- حارس محمد على موقع قاعدة بيانات كرة القدم.إي يو (الإنجليزية)
- حارس محمد على موقع ناشيونال فوتبول تيمز (الإنجليزية)
- حارس محمد على موقع Soccerway.com (الإنجليزية)